# Thermobia
Thermobia es un género primitivo de insectos de la familia Lepismatidae. Con diferencia, el miembro más conocido del género es el insecto de fuego o termobia de las tahonas (Thermobia domestica), que generalmente puede verse en lugares cálidos de interior como cocina, hornos, panaderías, soportando a veces temperaturas impensables.